# 佣兵凉廊

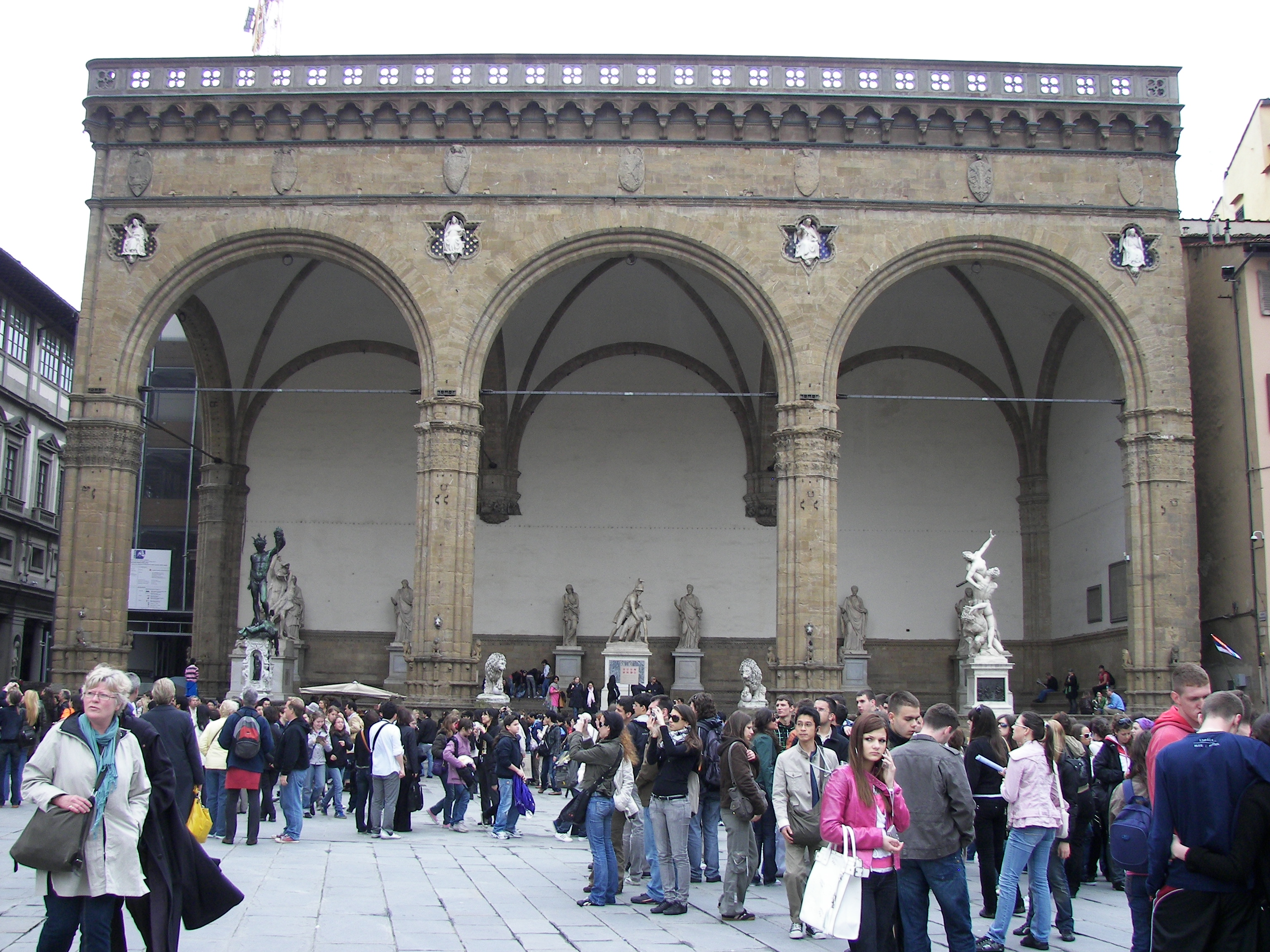
佣兵凉廊

佣兵凉廊（義大利語：Loggia dei Lanzi）是意大利佛罗伦萨领主广场的一座建筑，毗邻乌菲兹美术馆。它由面向街道敞开的宽拱组成，宽三个分隔间，深一间。圆拱支撑在科林斯簇柱之上。这些宽拱颇为吸引佛罗伦萨人，以至于米开朗琪罗甚至提议环绕整个领主广场。
佣兵凉廊有时被错误地称为奥卡尼亚凉廊（Loggia dell' Orcagna），因为一度认为是奥卡尼亚所设计，这座建筑其实由Benci di Cione和Simone di Francesco Talenti修建于1376年到1382年，可能是由Jacopo di Sione设计，用以容纳集会的人群，并举行公共仪式，例如行政长官宣誓就职。Simone Talenti还以修建佛罗伦萨圣弥额尔教堂和San Carlo教堂而著称。
佣兵凉廊的活泼建筑与旧宫的朴素建筑形成对比，实际上是一座露天雕塑和文艺复兴艺术的美术馆。
“佣兵凉廊”这个名称可追溯到科西莫一世大公统治时期，当时此处驻扎令人畏惧的德国雇佣军。乌菲兹在凉廊后部兴建后，凉廊的屋顶由Bernardo Buontalenti加以修改，成为一个台阶，美第奇家族的大公们可以在上面观看广场上的典礼。

## 描述

### 建筑

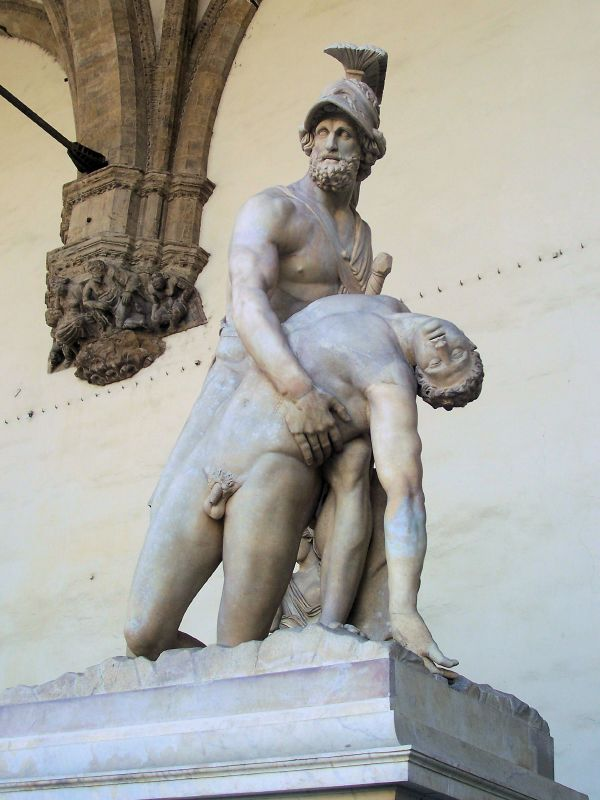
《墨涅拉俄斯扶起帕特罗克洛斯的身体》

在凉廊的正立面，护墙（parapet）下方是雕有Agnolo Gaddi所作代表四枢德——勇敢（勇德）、节制（节德）、公义（义德）、明智（智德）寓言人物的三叶形装饰：，其蓝色的珐琅底色是Leonardo修士的作品，而金色的星星是Lorenzo de' Bicci所绘。半圆拱由佛罗伦萨人Antonio de' Pucci完成。在凉廊的台阶上有两尊佛罗伦萨标志狮子的大理石雕像，右面的一尊源于古罗马时代，而左面的一尊由Flaminio Vacca雕刻于1598年。最初它安放在罗马的美第奇别墅，到1789年迁到这个凉廊。在凉廊的一侧有1750年的拉丁文铭文，纪念1749年佛罗伦萨更换为与罗马一致的历法。佛罗伦萨历法开始于3月25日而不是1月1日。另一篇1893年的铭文记载佛罗伦萨人在米兰（1865年）、威尼斯（1866年）和罗马（1871年）并入意大利王国之时显扬自己。

### 雕塑

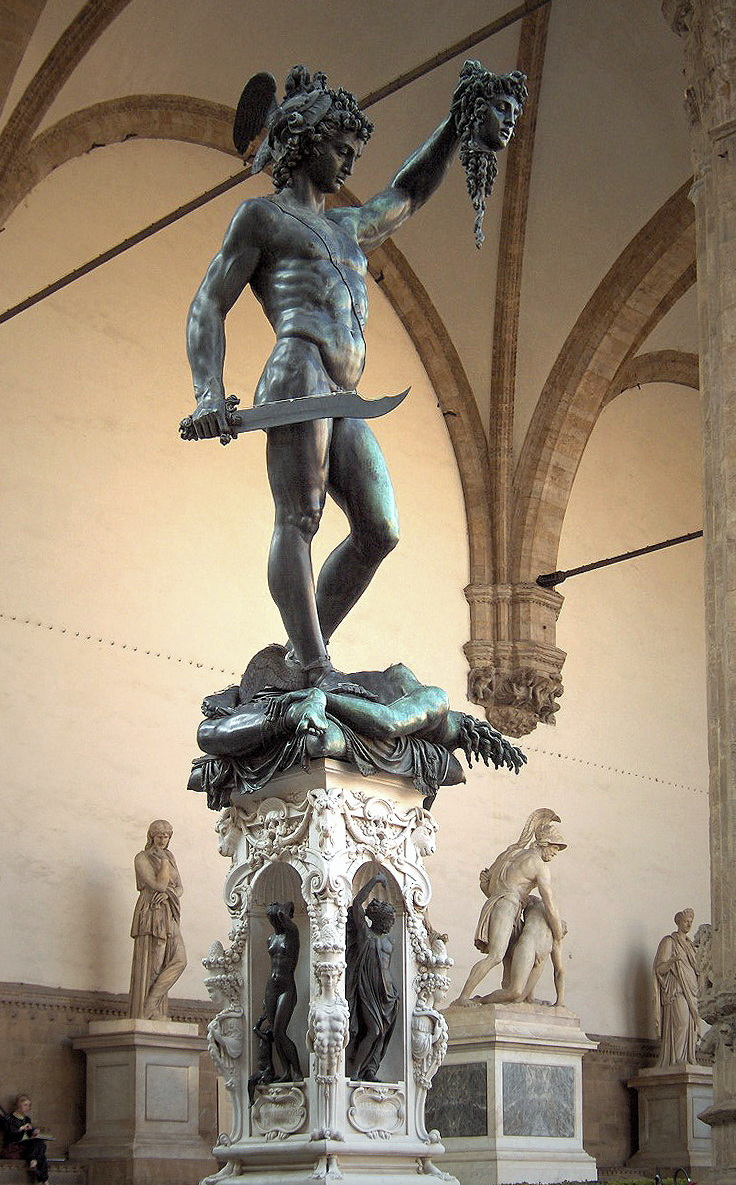
《珀耳修斯和美杜莎的首级》

在圆拱下方，最左面是本韦努托·切利尼（Benvenuto Cellini）的青铜雕塑《珀耳修斯和美杜莎的首级》，表现这位希腊神话英雄右手持剑，左手高举美杜莎被斩的首级。珀耳修斯的身体比例匀称、肌肉发达，用右腿支撑站立。珀耳修斯情绪节制，控制着自己的情感。鲜血从美杜莎的头部和颈部涌出。其装饰华丽的底座同样是切利尼的作品，有四尊优雅的青铜小雕像：朱庇特、墨丘利、弥涅耳瓦和达那厄。底座上的浅浮雕，表现“珀耳修斯释放仙女”，原作收藏在巴杰罗美术馆，此处是复制品。
切利尼制作这尊青铜像几乎花费了十年时间（1545－1554年）。他的蜡样立即得到了科西莫一世的认可。他遇到了无数困难，按照他的自传记载，几乎将他带到死亡的边缘。这尊青铜雕像的制作已经失败了几次。当再次进行尝试时，熔窑温度过高，损坏了青铜铸件。切利尼下令将他的家具，以至于大约200个盘子和厨房器具投入熔炉，这才使青铜再次流动。在青铜冷却以后，这尊雕像奇迹般地完成了，只有右脚的三个脚趾是后来加上去的。

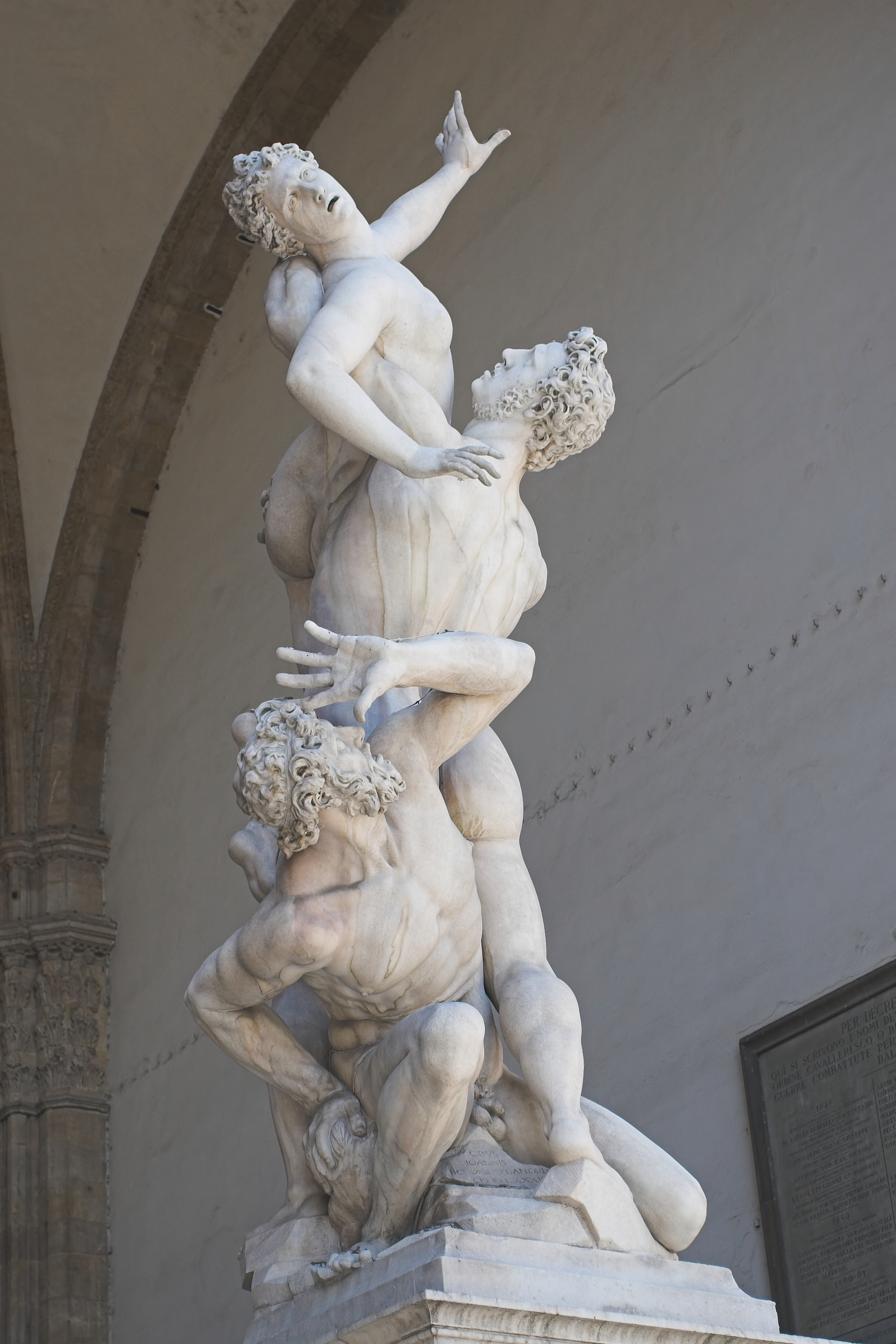
《强掳萨宾妇女》

在最右面是佛兰德斯画家詹波隆那的风格主义作品《强掳萨宾妇女》。这件给人印象深刻的作品是用一块有瑕疵的白色大理石雕刻，那是运送到佛罗伦萨最大的一块大理石。詹波隆那想要创作一部“蛇形图”（figura serpentina），从各个方向都在做向上蛇形螺旋运动的作品。这是欧洲雕塑史上第一次表现超过一个人物，却没有优势角度。它可以从各个方向同样地欣赏。大理石底座也是詹波隆那德作品，为同一主题的青铜浅浮雕。这些大理石和青铜雕塑自1583年就安放在这座凉廊。
在它的旁边，是詹波隆那另一件不太有名的大理石雕塑《赫剌克勒斯与半人马涅索斯战斗》（1599年），1841年安放于此处。
《墨涅拉俄斯扶起帕特罗克洛斯的身体》，发现于罗马，最初安放在老桥的南端。在碧提宫还有一尊同一题材的古罗马时期的大理石雕塑，系模仿公元前3世纪中叶的帕加马原作。后来在罗马发现，经过Ludovico Salvetti的修复，
《强夺波吕克塞娜》是一件由Pio Fedi作于1865年的倾斜的雕塑。

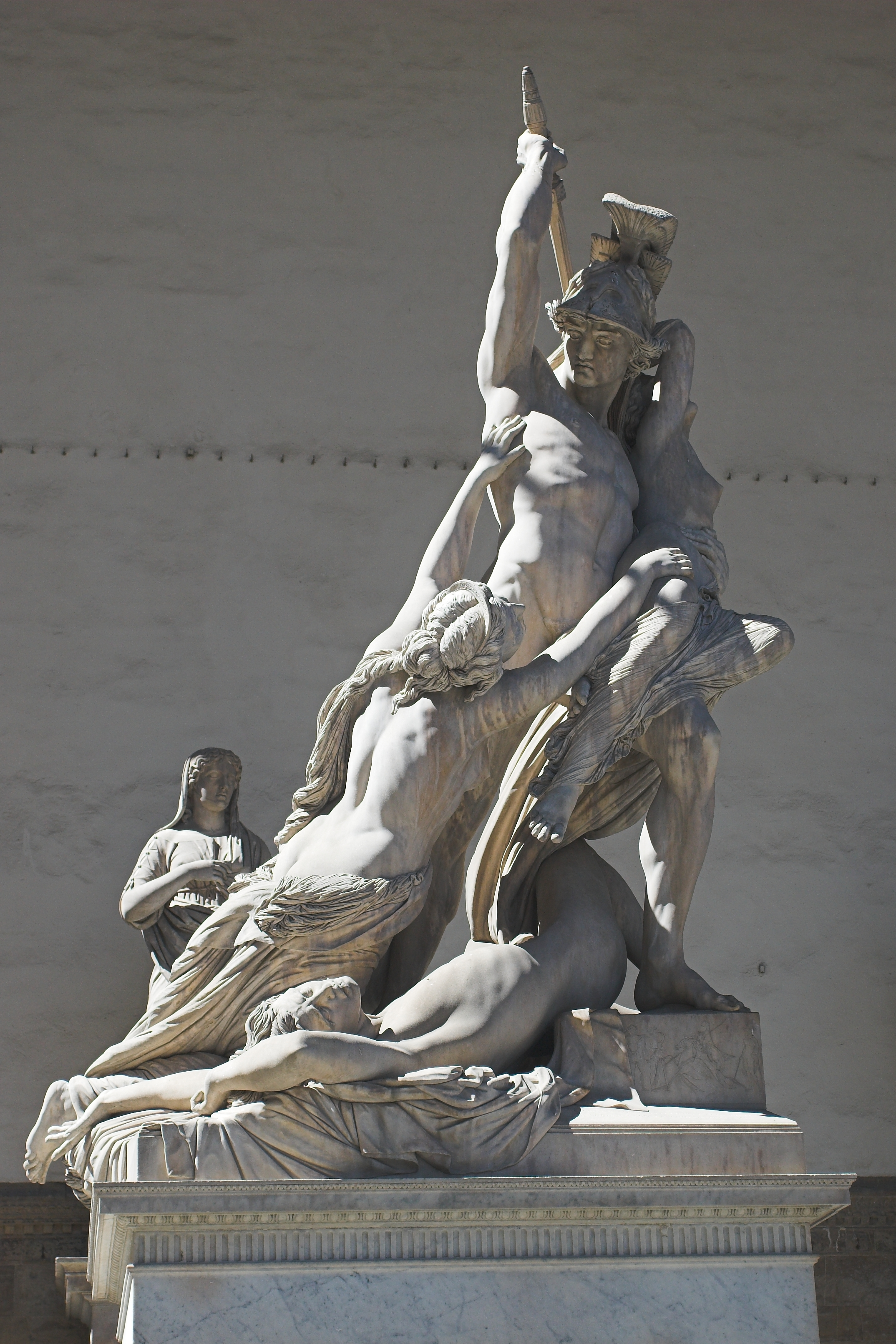
《强夺波吕克塞娜》

在凉廊后部是五尊女性大理石雕像，其中三尊可以确定为Matidia, Marciana和Agrippina Minor萨宾和蛮族俘虏Thusnelda的雕塑作于古罗马从图拉真到哈德良时期。它们在1541年发现于罗马。这些雕塑于1584年安放在罗马的美第奇别墅，1789年由Pietro Leopoldo带到此处。它们在近代都经过重大修复。
慕尼黑音乐厅广场上的统帅堂（Feldherrnhalle）是1923年纳粹党发动啤酒馆政变的地点，模仿了佛罗伦萨的佣兵凉廊。